# Тибетская полёвка
Тибетская полёвка (Phaiomys leucurus) — это вид грызунов из подсемейства полевок (Arvicolinae) семейства Cricetidae. Это единственный вид монотипического рода Phaiomys. Встречается в горных районах северной Индии, Непала и Китая. Это роющий грызун, живущий небольшими колониями. 

## Описание
Длина тела тибетской полёвки от 98 до 128 мм, длина хвоста от 26 до 35 мм. Мех на спине светло-желтовато-коричневый, нижняя сторона желтовато-серая, и там, где встречаются два цвета — переход постепенный.  Верхняя поверхность как передних, так и задних лап желтовато-белая, а хвост одноцветный, желтовато-коричневый как сверху, так и снизу. Уши маленькие и округлые, а когти длинные — и то, и другое отражает приспособленность к жизни под землёй.

## Распространение и места обитания
Тибетская полёвка обитает в северной Индии (штат Химачал-Прадеш и союзная территория Ладакх), в Непале и на Тибетском нагорье в провинциях Синьцзян, Тибетский автономный район и Цинхай в западном Китае, на высоте более 4500 м. Она населяет леса и альпийские луга в скалистых горах,  особенно строит свои норы на берегах рек и озер, а иногда прокладывает туннели под валунами или использует щели между скалами. Зимой она передвигается по подснежным туннелям, которые проделывает под снежным покровом.

## Поведение
Тибетская полёвка — дневной вид. Она строит довольно глубокие норы, в одной норной системе может жить до  двадцати особей. Питается разными частями растений. В одном выводке может быть до семи детёнышей.

## Статус
Тибетская полёвка имеет широкий ареал и, как предполагается, имеет большую общую численность популяции, но не была зарегистрирована ни на каких особо охраняемых территориях. Динамика численности популяции неизвестна, но не было выявлено никаких особых угроз, кроме потери среды обитания, а Международный союз охраны природы оценил природоохранный статус полевок как «вызывающий наименьшее беспокойство».